# Namuhunde
Namuhunde är ett vattendrag i Burundi.   Det ligger i provinsen Ngozi, i den nordvästra delen av landet, 70 km nordost om huvudstaden Bujumbura.
Omgivningarna runt Namuhunde är en mosaik av jordbruksmark och naturlig växtlighet. Runt Namuhunde är det tätbefolkat, med 383 invånare per kvadratkilometer.